# Circuits quàntics
En el camp de la informació quàntica, un circuit quàntic és un model d'un computador quàntic en el que la computació és una seqüència de portes quàntiques, les quals son transformacions reversibles quàntiques anàlogues a un registre de n-bits. Aquesta estructura anàloga se li diu registre de n-qubits.

## Portes lògiques reversibles clàssiques
Les portes lògiques elementals d'un computador clàssic, excepte la porta NOT, no son reversibles. Per exemple, per la porta AND no es pot reconstruir el valor de les dues entrades sabent el valor de la sortida: si la sortida és 0, no es pot saber si l'entrada ha estat 0,0 o 1,0 o 0,1.
Tot i això, es poden construir portes lògiques clàssiques reversibles per cadenes de bit de qualsevol longitud. Una porta reversible és una funció reversible sobre n-bits que retorna n-bits, on n-bit és una cadena de bits x1,x₂, ...,xn de longitud n. El conjunt de n-bits és a l'espai {0,1}n que consisteix en 2n cadenes de 0s i 1s.
Així doncs, una porta reversible de n-bits és una aplicació bijectiva f del conjunt {0,1}n de n bits cap a si mateix. Un exemple d'aquesta mena de portes f és una aplicació que fa una permutació fixa dels bits d'entrada.

## Portes lògiques quàntiques
Per definir les portes lògiques quàntiques, primer cal especificar el reemplaçament quàntic d'un conjunt de dades de n-bits. La versió quantitzada de l'espai clàssic {0,1}n és l'espai de Hilbert
{\displaystyle H_{\operatorname {QB} (n)}=\ell ^{2}(\{0,1\}^{n})}
Per definició això és l'espai de funcions complexes a {0,1}n que és un espai prehilbertià. Aquest espai es pot veure com una superposició lineal de cadenes de bit clàssiques. Cal notar que HQB(n) és un vector de l'espai sobre els nombres complexos de dimensió 2n. Els elements d'aquest espai s'anomenen n-qubits.
Fent servir la notació bra-ket de Dirac, si x1,x₂, ...,xn és una cadena de bits clàssica, llavors
{\displaystyle |x_{1},x_{2},\cdots ,x_{n}\rangle \quad }
és un correspondència especial de n-qubit cap a la funció que mapa la cadena clàssica cap a 1 i mapa totes les altres cadenes cap a 0. aquests 2n n-qubits s'anomenen estats computacionals bàsics (computational basis states). Tots els n-qubits son combinacions lineals complexes d'aquests estats bàsics.
Les portes lògiques quàntiques, al contrari que les clàssiques, son sempre reversibles. Es necessita un tipus de funcions reversibles, un mapat unitari, que és una transformació lineal d'un espai prehilbertià que preserva el producte hermític intern. Una porta reversible de n-qubits és una operació unitària U de l'espai HQB(n) de n-qubits cap a si mateix.
Normalment, s'estudien les portes per valors de n petits.

Una porta clàssica de n-bits reversible es transforma en una porta quàntica reversible de n-qubits com segueix: per cada porta lògica reversible de n-bits f correspon a una porta quàntica Wf definida com segueix:
{\displaystyle W_{f}(|x_{1},x_{2},\cdots ,x_{n}\rangle )=|f(x_{1},x_{2},\cdots ,x_{n})\rangle }
Cal veure que Wf permuta els estats bàsics.
Una porta important és la porta NOT controlada (també dita porta CNOT) WCNOT definida sobre 2 qubits. Altres exemples de portes lògiques quàntiques derivades de portes clàssiques son la porta Toffoli i la porta Fredkin.

Però l'espai de Hilbert permet força portes quàntiques que no es deriven de les portes clàssiques. Per exemple, un desplaçament de fase és una porta quàntica d'1 qubit donada per la multiplicació per la matriu unitaria:
{\displaystyle U_{\theta }={\begin{bmatrix}e^{i\theta }&0\\0&1\end{bmatrix}}}
per tant
{\displaystyle U_{\theta }|0\rangle =e^{i\theta }|0\rangle \quad U_{\theta }|1\rangle =|1\rangle }

## Circuits lògics reversibles
Suposem que es té una porta reversible de n-bits f i una porta reversible de m-bits g. Posant-les juntes vol dir produir un nou circuit connectant algunes sortides k de f a algunes entrades k de g com es veu a la figura. En el cas de la figura, n=5 k=3 m=7. El circuit resultant és reversible i opera en n+m-k bits.